# Pseudomeges marmoratus
Pseudomeges marmoratus är en skalbaggsart som först beskrevs av John Obadiah Westwood 1848. Pseudomeges marmoratus ingår i släktet Pseudomeges och familjen långhorningar.
Artens utbredningsområde är:
- Laos.
- Myanmar.

Inga underarter finns listade i Catalogue of Life.